# هجوم عيل طير (2024)
في 8 يونيو 2024، هاجم مسلحو حركة الشباب أربع قواعد عسكرية واجتاحوا بلدة عيل طير لعدة ساعات، مما أسفر عن مقتل العديد من الجيش الوطني الصومالي. هُزم المسلحون في النهاية المطاف، بغارة جوية بمساعدة الولايات المتحدة. كان هذا الهجوم الإرهابي الأكثر دموية منذ كارثة أوس واين.

## خلفية
لعدة أشهر، اعتقد مراقبو الأمن أن حركة الشباب ستهاجم عيل طير وحررطيري حيث تستضيف كلتا البلدتين قواعد عمليات أمامية. وزار الرئيس حسن شيخ محمود البلدتين في أوائل أبريل للتضامن مع القوات. وسبق لحركة الشباب أن هاجمت حررطير في أواخر أبريل، لكن القوات الحكومية صدت ذلك الهجوم وألحقت خسائر بحركة الشباب.

## هجوم
بدأ الهجوم عيل طير قبل الفجر حوالي الساعة 4 صباحًا بالتوقيت المحلي يوم السبت حيث استخدمت حركة الشباب ثلاث عبوات ناسفة انتحارية محمولة على سيارة مفخخة لخرق دفاعات قواعد الجيش الوطني الصومالي. تسبب الهجوم الأولي في حدوث ارتباك وهلع في كل من الجيش الوطني الصومالي والقوات (بالصومالية: Macawisley)، مما دفع البعض إلى الفرار من مواقعهم. فجر المسلحون متفجرات على معسكرين على الأقل، تلاه هجوم للمشاة.
وذكرت التقارير أن القوات الحكومية شنت هجوما مضادا بدعم من الغارات الجوية، في محاولة لاستعادة السيطرة على الوضع. واستمرت المعارك لساعات، ونصبت قوات التعزيز من بلدة (بالصومالية: Masagawaay) مما تسبب في خسائر للمقاتلين المسلحين.

## في أعقاب

### نتيجة
وفي أعقاب المعركة، ظهرت ادعاءات متضاربة من كلا الجانبين. وزعمت الحكومة الصومالية أنها قتلت 47 من مقاتلي حركة الشباب، على الرغم من عدم تقديم أي جثث كدليل. وأفادوا بأن 9 مسلحين قتلوا في المرحلة الأولى من الهجوم خارج منطقة الدير، تلا ذلك كمين بالقرب من قرية علي يابال حيث قُتل 18 مسلحًا.  استهدفت غارة جوية مقاتلي الشباب المتبقين في قرية علي يابال، مما أسفر عن مقتل 20 مقاتلاً على الأقل.
من ناحية أخرى، زعمت حركة الشباب أنها قتلت العشرات من جنود الجيش الوطني الصومالي وأعضاء ميليشيا ماكاويسلي، بما في ذلك عقدين، وهو ما أكدته جزئيًا نعي فيسبوك. كما زعمت حركة الشباب أنها قتلت 59 جنديًا ومقاتلاً ونشرت صورًا مزعومة لمقاتليها في معسكر واحد على الأقل زعمت أنها اجتاحته.
وتأكد مقتل ضابطين عسكريين هما العقيد يونس حسن صبري والعقيد عبد الله محمود عبدي في الهجوم.
وأعيد الاتصال في البلدة، وذكر المسؤولون الصوماليون أن المسلحين تكبدوا خسائر فادحة.

### ردود الفعل
وأدان الرئيس السابق شريف شيخ أحمد الهجوم واقترح ثلاثة إجراءات يمكن للحكومة اتخاذها لمنع كمائن حركة الشباب.
أصدرت وزارة الخارجية التركية بيانًا بشأن الهجوم الإرهابي في الصومال.
 
ندين بشدة هذا العمل الشنيع ونتمنى رحمة الله لمن فقدوا أرواحهم. ونعرب عن تعازينا لأسرهم ولشعب وحكومة الصومال، ونتمنى الشفاء العاجل للجرحى.